# NGC 352
NGC 352 је спирална галаксија у сазвежђу Кит која се налази на NGC листи објеката дубоког неба.
Деклинација објекта је - 4° 14' 43" а ректасцензија 1h 2m 9,1s. Привидна величина (магнитуда) објекта NGC 352 износи 12,7 а фотографска магнитуда 13,5. NGC 352 је још познат и под ознакама MCG -1-3-71, IRAS 00596-0430, PGC 3701.